# Arrondissement di Cahors
L'arrondissement di Cahors è una suddivisione amministrativa francese, situata nel dipartimento del Lot e nella regione dell'Occitania.

## Composizione
L'arrondissement di Cahors raggruppa 135 comuni in 13 cantoni:
- cantone di Cahors-Nord-Est
- cantone di Cahors-Nord-Ovest
- cantone di Cahors-Sud
- cantone di Castelnau-Montratier
- cantone di Catus
- cantone di Cazals
- cantone di Lalbenque
- cantone di Lauzès
- cantone di Limogne-en-Quercy
- cantone di Luzech
- cantone di Montcuq
- cantone di Puy-l'Évêque
- cantone di Saint-Géry.